# Моасир Родригеш Сантос
Моасир Родригеш Сантос (Сао Пауло, 21. март 1970 — Бело Оризонте, 20. јул 2024) био је бразилски фудбалер.

## Каријера
Током каријере играо је за Коринтијанс Паулиста, Атлетико Мадрид, Севиља и многе друге клубове.

## Репрезентација
За репрезентацију Бразила дебитовао је 1990. године. За национални тим одиграо је 6 утакмица и постигао 1 гол.

## Статистика
| Бразил | Бразил | Бразил |
| Год.   | Ута.   | Гол.   |
| ------ | ------ | ------ |
| 1990   | 3      | 0      |
| 1991   | 3      | 1      |
| Укупно | 6      | 1      |